# Amazopimpla taunoi
Amazopimpla taunoi là một loài tò vò trong họ Ichneumonidae.